# Kazuya Tatekabe
Kazuya Tatekabe (たてかべ和也,, Tatekabe Kazuya) (Kimobetsu, Hokkaidō, 25 de juliol de 1934 – 18 de juny de 2015) fou un actor de veu japonès. Estava representat per la Kenyu Office de Kenyu Horiuchi en el moment de la seva mort. Es donà a conèixer pels papers de Jaian (Doraemon), Walsa (Time Bokan) i Tonzura (Yatterman).

## Papers destacats
- Dōbutsu no Mori, la pel·lícula basada en la sèrie de videojocs Animal Crossing. (Araso)
- Kyojin no Hoshi (Takashi Yoshida)
- Golden Warrior Gold Lightan (Ibaruda-Daiou)
- Neo-Human Casshern (Barashin)
- Ghost in the Shell: Stand Alone Complex - Solid State Society (Tonoda)
- Sazae-san (Anago-san (primera veu))
- Tiger Mask (Daigo Daima)
- Sèrie Time Bokan
  - Time Bokan (Walsa)
  - Yatterman (Tonzura)
  - Zenderman (Donjuro)
  - Otasukeman (Dowarusuki)
  - Yattodetaman (Alan Sukado, Tonzura)
  - Ippatsuman (Kyokanchin, Kumagoro)
  - Itadakiman (Tonmentan)
  - Time Bokan 2000 (Ondore, Tonzura, Walsa)
- Combattler V (Daisaku Nishikawa, Narua)
- Gordian Warrior (Barubadasu)
- Doraemon (Jaian (veu original))
- Magikano (Aijan)
- Monster (manga) (Old Man)
- Yakitate!! Japan (Schweinlinch)
- Raideen (Thunders)
- The Snow Queen (Thomas)
- Lupin III, 2a temporada (Benson Donkonjo Jr.)
- Legend of the Galactic Heroes (Chan Tao)

Papers "dub"
- Wacky Races (Little Gruesome)
- Seed of Chucky (Pete Peters: John Waters)
- Popeye's Voyage: The Quest for Pappy (Pappy)
- Everybody Loves Raymond (Frank Barone: Peter Boyle)

Televisió
- Robot Detective (Home-transmissió tèrmica)